# Irson Kudikowa
Irson Kudikowa, ros. Ирсон Кудикова, właśc. ros. Ирина Игоревна Кудикова, po wyjściu za mąż formalnie Nusinowa (ur. 17 września 1982 w Moskwie) – rosyjska piosenkarka, muzyk (saksofonistka), producent muzyczny, aktorka.